# Nordlig källmossa
Nordlig källmossa (Philonotis tomentella) är en bladmossart som beskrevs av Molendo in Lorentz 1864. Nordlig källmossa ingår i släktet källmossor, och familjen Bartramiaceae. Arten är reproducerande i Sverige. Inga underarter finns listade i Catalogue of Life.

## Bildgalleri

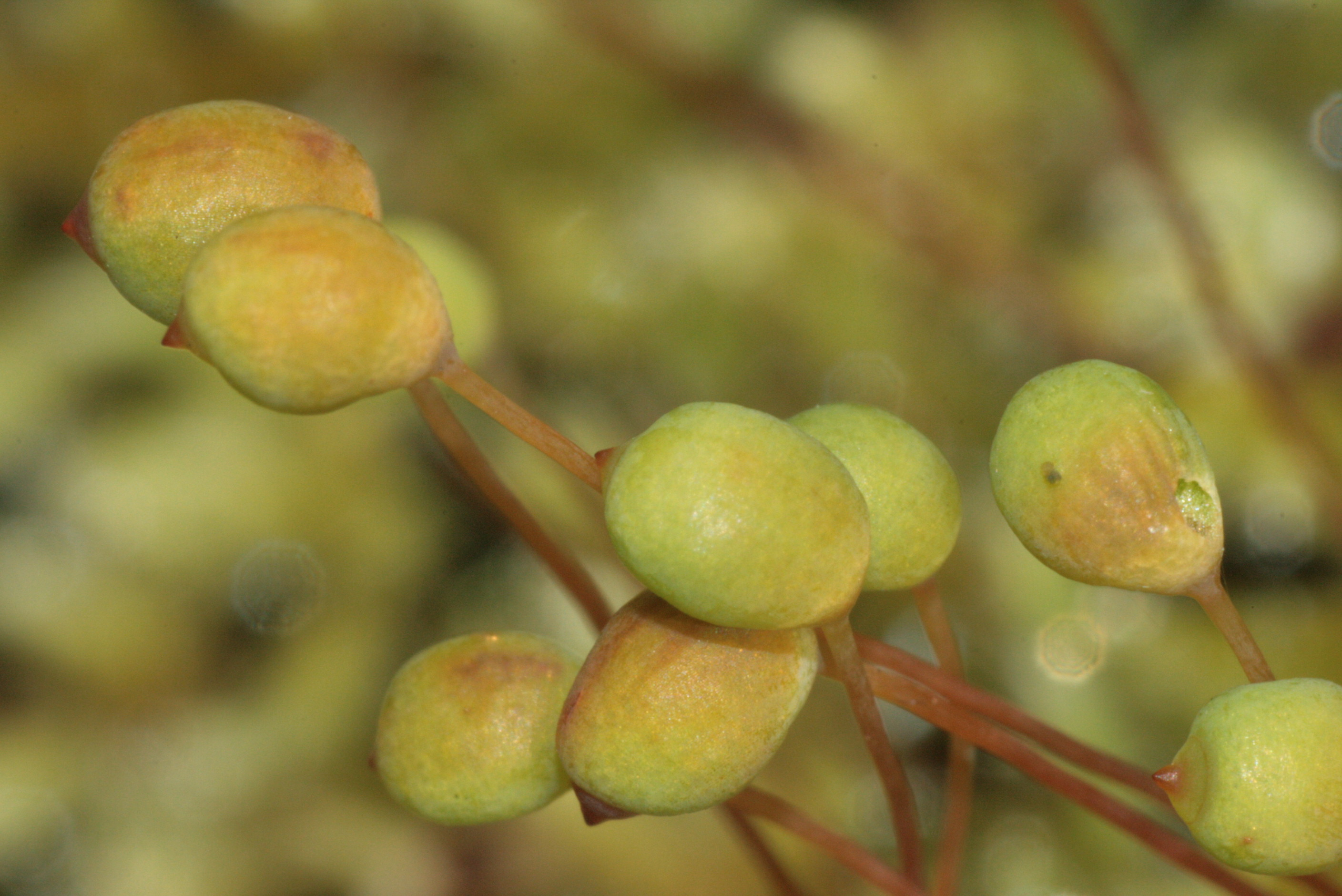
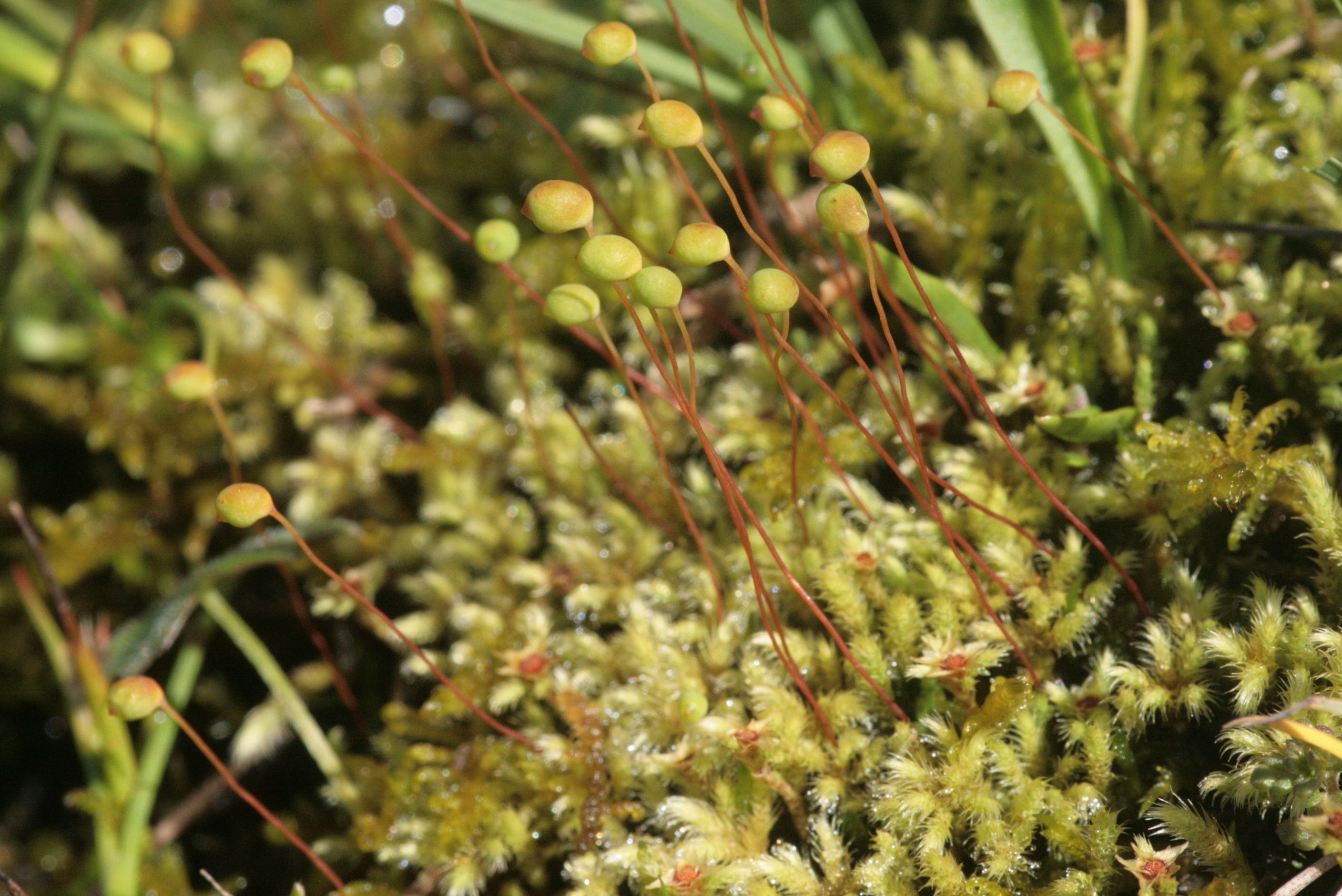
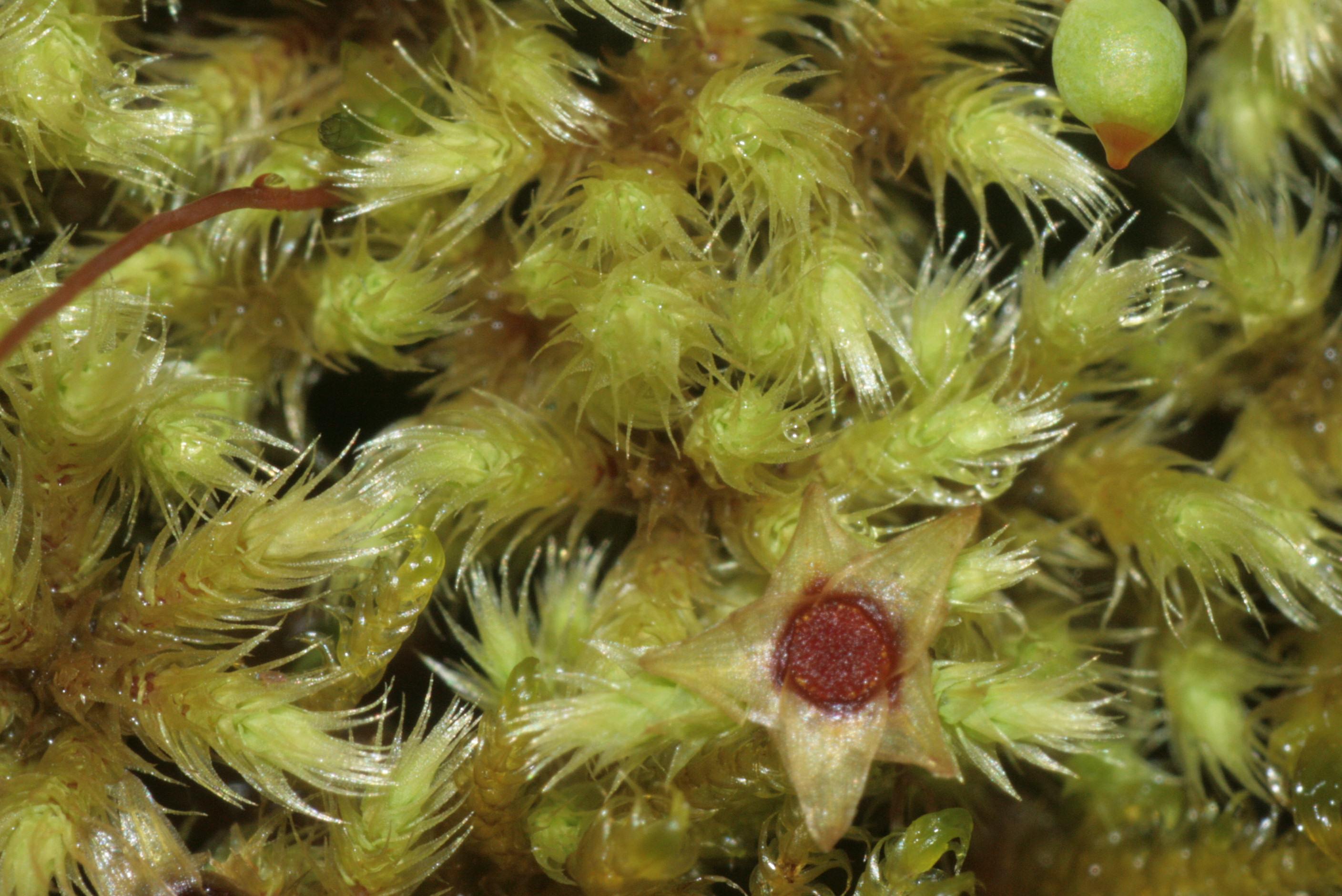
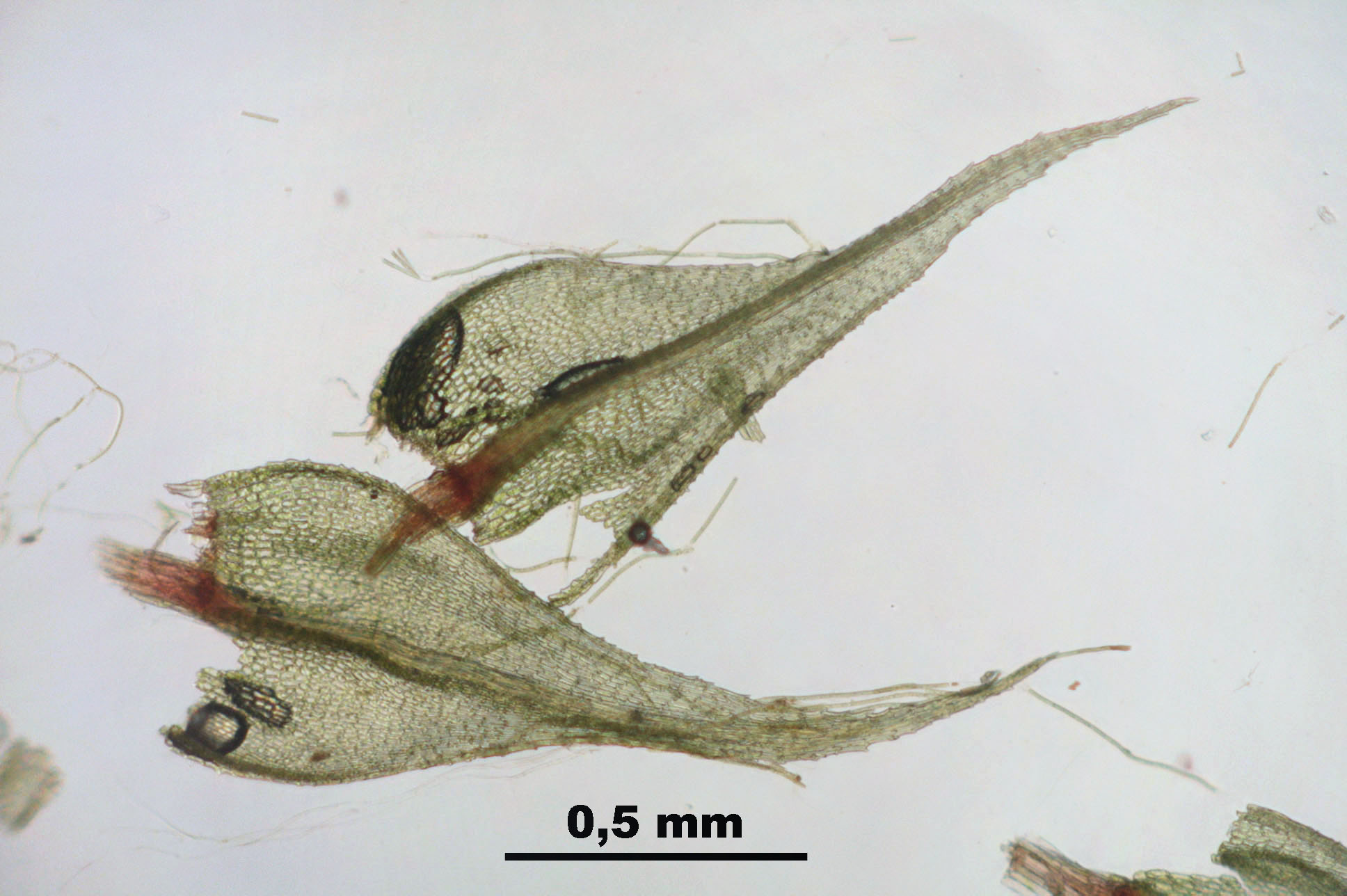